# Эвиган, Грег
Грег Эвиган (англ. Greg Evigan) — американский актёр кино и телевидения, музыкант.

## Биография
Грег Эвиган родился в городке Саут-Амбое 14 октября 1953 года в семье электрика Ральфа Милана Эвигана и его супруги домохозяйки Барбары Элизабет. Вырос в Сайверилле (Нью-Джерси). Там же проходил обучение в Sayreville War Memorial High School.
В 17 лет он получил роль одного из фарисеев в мюзикле «Иисус Христос — суперзвезда» . Кроме того он принял участие в другой нашумевшей музыкальной постановке — «Машинное масло» . Популярность Эвигану в конце 70-х и начале 80-х годов принесли роли в популярных американских телесериалах.
С 1987 по 1990 г.г. Грег снимается в популярнейшем сериале «Мои два папы» вместе с Полом Рейсером и Стейси Кинан.
С 1994 по 1996 г. Грег Эвиган снимается в ряде ТВ-фильмов и сериале под общим названием «Война с реальностью» (TekWar), сделанных на основе серии фантастических книг популярного актёра Уильяма Шетнера, также сыгравшего там одну из ролей.
В дальнейшем карьера Эвигана всё больше сводится к небольшим эпизодам в популярных кинокартинах и ролям в фильмах B-класса. Одной из последних достойных работ Грега стала роль Чарльза Маклейна в «Отчаянных домохозяйках».

## Личная жизнь
Состоит в браке с актрисой и танцовщицей Памелой Серп . У них трое детей — Брайана и Ванесса Ли стали актрисами. Сын Джейсон — вокалист в группе After Midnight Project .

## Избранная фильмография
| Год       |    | Русское название                    | Оригинальное название                 | Роль               |
| --------- | -- | ----------------------------------- | ------------------------------------- | ------------------ |
| 1976      | с  | Человек на шесть миллионов долларов | The Six Million Dollar Man            | Джо Хэмилтон       |
| 1978      | с  | Даллас                              | Dallas                                | Вилли Гест         |
| 1979      | с  | Барнаби Джонс                       | Barnaby Jones                         | Симпсон            |
| 1986      | с  | Она написала убийство               | Murder, She Wrote                     | Брэд Коннелли      |
| 1987      | ф  | Раздетая для убийства               | Stripped to Kill                      | детектив Хейнеман  |
| 1988      | ф  | Глубинная звезда номер 6            | DeepStar Six                          | Макбрайд           |
| 1989      | с  | Альфред Хичкок представляет         | Alfred Hitchcock Presents             | Дэвид Уитмор       |
| 1991—1992 | с  | P.S. Люблю тебя                     | P.S.I. Luv U                          | Коди Пауэлл        |
| 1992—1999 | с  | Мелроуз Плэйс                       | Melrose Place                         | доктор Дэн Хэтэуэй |
| 1992      | тф | Коломбо:Синица в руках              | Columbo: A Bird in the Hand           | Гарольд МакКлейн   |
| 1994—1996 | с  | Война с реальностью                 | TekWar                                | Джек Кардигэн      |
| 1996      | тф | Дом проклятых                       | Spectre                               | Уилл Саут          |
| 1997      | с  | Седьмое небо                        | 7th Heaven                            | Рон Крамер         |
| 1998      | тф | Землетрясение в Нью-Йорке           | Earthquake in New York                | Джон Риккер        |
| 2001      | с  | За гранью возможного                | The Outer Limits                      | Джеймс Дрейден     |
| 2003      | с  | Военно-юридическая служба           | JAG                                   | старший партнёр    |
| 2003—2010 | с  | Детектив Раш                        | Cold Case                             | Чак Коллер         |
| 2005      | с  | C.S.I.: Место преступления Майами   | CSI: Miami                            | Шон Уолш           |
| 2007      | с  | Отчаянные домохозяйки               | Desperate Housewives                  | Чарльз Маклейн     |
| 2008      | ф  | Путешествие к центру Земли          | Journey to the Center of the Earth 3D |                    |
| 2009      | тф | Мегаконда                           | Megaconda                             | Паркер             |
| 2011      | ф  | Чудо-пёс                            | My Dog's Christmas Miracle            | Кевин Фэллон       |
| 2011      | тф | Железный смерч                      | Metal Tornado                         | Джонатан Кейн      |
| 2011—2012 | с  | Искатель                            | The Finder                            | Бронски            |
| 2013      | тф | Тень над Месой                      | Shadow on the Mesa                    | Питер Дауди        |